# Маврово (национален парк)
Вижте пояснителната страница за други значения на Маврово.
Ма̀врово e вторият основан и най-голям национален парк в Северна Македония разположен в северозападната част на страната.

## История
Националният парк е основан на 19 април 1949 г. със закон на парламента на Народна република Македония. Първоначално паркът обхваща площ от 11 750 хектара, но с промяна на закона на 3 юли 1952 година площта му се увеличава шесткратно до 73 088 хектара.

## География
Национален парк Маврово се намира в северозападните части на Северна Македония, община Маврово и Ростуше в района около Мавровското езеро и горното и долното течение на река Радика, известни като Горна и Долна река.
По-голямата част от парка обхваща планини. Това са Кораб, Дешат, югозападните краища на Шар планина, по-големият дял от Бистра и северните дялове на Кърчин. Тук се намират 52 планински върха с височина над 2000 m надморска височина като най-известните от тях са Меденица, Веливар и Сандакташ. Най-известен от тях обаче е връх Голем Кораб, който е най-високия и в Северна Македония.
Централният дял на националния парк обхваща долината и течението на реката Радика. В най-ниската част на националния парк е и Мавровското езеро, а най-ниската точка на националния парк е на 600 m надморска височина при вливането на Мала река в Радика.

## Природни богатства
В границите на парка се срещат голям брой интересни морфоложки образувания: речни долини, клисури, водопади, карстово поле, пещери, циркуси, глациални езера и др. От растенията в парка най-срещан е букът.

## Флора и фауна
Като резултат от голямата диференцираност на релефа националният парк Маврово се отличава с извънредно растително богатство, което се състои от над 1000 вида висши растения, от които 38 са дървесни видове, а около шейсетина са ендемични, изчезващи или редки видове. НП Маврово представлява класическо обитание за 7 растителни вида, единствено в Македония за 12 редки растителни вида, а в границите на парка се срещат още 33 вида растения, които са много редки в останалите дялове на Р. Македония.
Фауната на националния парк Маврово също се отличава със значително многообразие. Тя се състои от 140 вида птици, от които популярни са: сивият сокол, орелът кръстач, Златен орел, както и 11 вида сухоземни, 12 вида влечуги и 38 вида бозайници. От бозайниците основни са вълкът, мечката, рисът, дивата коза и дивата котка.

## Заплахи за средата
Предвижда се през април 2012 година да започне строеж на язовир Божков мост, който изцяло ще се намира на територията на националния парк. Водите му ще бъдат използвани за производство на хидроенергия. Предвижда се височината на язовирната стена да е 33 метра, а производството на електроенергия да е 70 мегаватчаса. Язовирът ще се намира в южната част на парка като водите му ще залеят площи, ценни за оцеляването на редица редки видове животни и най-вече изключително редкия подвид на риса - балкански рис.